# 5687 Yamamotoshinobu
5687 Yamamotoshinobu eller 1991 AB1 är en asteroid i huvudbältet som upptäcktes den 13 januari 1991 av de japanska astronomerna Yoshio Kushida och Osamu Muramatsu vid Yatsugatake-Kobuchizawa-observatoriet. Den är uppkallad efter japanen Shinobu Yamamoto.
Asteroiden har en diameter på ungefär 14 kilometer.